# Harry Woods
Pour les articles homonymes, voir Woods.
Harry (Lewis) Woods est un acteur américain, né le 5 mai 1889 à Cleveland (Ohio), mort le 28 décembre 1968 à Los Angeles (Californie).

## Biographie
Acteur de second rôle (ou tenant des petits rôles non crédités), Harry Woods reste connu pour ses nombreux westerns et débute au cinéma dans un film muet appartenant à ce genre, Le Don Quichotte du Rio Grande de George Marshall (avec Jack Hoxie), sorti en 1923.
Suivent deux-cent-quarante-deux autres films américains (dont encore une trentaine muets), les deux derniers sortis en 1958, notamment La Vallée de la poudre du même George Marshall (avec Glenn Ford et Shirley MacLaine).
Entretemps, citons Monnaie de singe de Norman Z. McLeod (1931, avec les Marx Brothers), Une aventure de Buffalo Bill de Cecil B. DeMille (1936, avec Gary Cooper et Jean Arthur), Beau Geste de William A. Wellman (1939, avec Gary Cooper et Susan Hayward), La Fille du désert de Raoul Walsh (1949, avec Joel McCrea et Virginia Mayo) et L'Ange des maudits de Fritz Lang (1952, avec Marlène Dietrich et Arthur Kennedy).
Notons qu'il tourne à plusieurs reprises aux côtés de John Wayne, entre autres dans Le Fantôme de Mack V. Wright (1932, avec Sheila Terry), Les Naufrageurs des mers du Sud de Cecil B. DeMille (1942, avec Paulette Goddard et Ray Milland) et La Charge héroïque de John Ford (1949, avec Joanne Dru et Victor McLaglen).
Pour la télévision, Harry Woods contribue entre 1952 et 1961 à treize séries américaines (de western principalement), dont Histoires du siècle dernier (deux épisodes, 1954-1955), La Flèche brisée (un épisode, 1957) et Gunsmoke (deux épisodes, 1957-1960).

## Filmographie partielle

### Cinéma

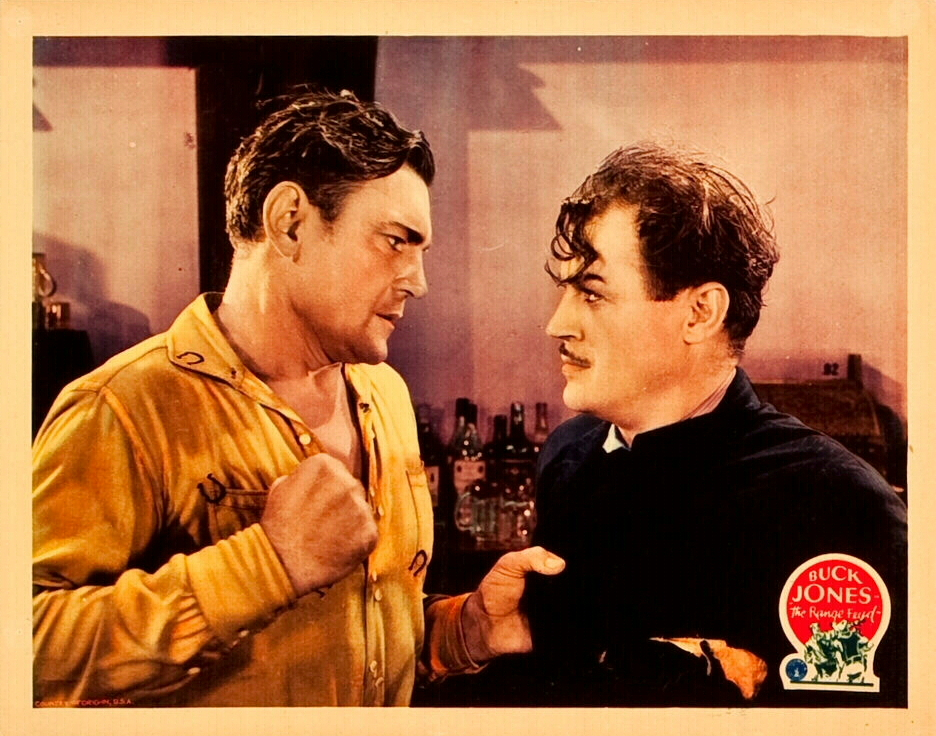
Avec Buck Jones (à g.), dans Le Ranch de la terreur (1931, poster promotionnel)

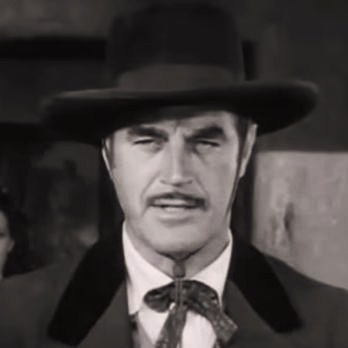
Dans The Ranger and the Lady (1940)

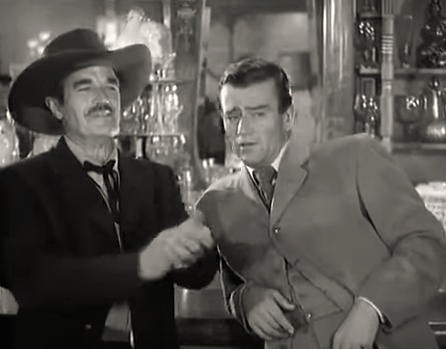
Avec John Wayne (à d.), dans La Ruée sanglante (1943)

- 1923 : Le Don Quichotte du Rio Grande (en) (Don Quickshot of the Rio Grande) de George Marshall : un chevalier
- 1923 : The Steel Trail (en) de William Duncan (serial) : Morris Blake
- 1924 : La Danseuse du Caire (A Cafe in Cairo) de Chester Withey : Kali
- 1925 : Un sympathique bandit (en) (The Bandit's Baby) de James P. Hogan : Matt Hartigan
- 1926 : A Trip to Chinatown (en) de Robert P. Kerr : Norman Blood
- 1926 : Franc jeu (en) (A Man Four-Square) de Roy William Neill : Ben Taylor
- 1927 : L'Insurgé (en) (Jesse James) de Lloyd Ingraham : Bob Ford
- 1928 : The Sunset Legion de Lloyd Ingraham et Alfred L. Werker : Honest John
- 1928 : Les Vikings (The Viking) de Roy William Neill : Egil
- 1929 : The Phantom Rider de J. P. McGowan : Calhound Hardy
- 1929 : Chinoiseries (China Bound) de Charles Reisner
- 1930 : Men Without Law (en) de Louis King : Murdock
- 1931 : Palmy Days d'A. Edward Sutherland
- 1931 : Monnaie de singe (Monkey Business) de Norman Z. McLeod : Alky Briggs
- 1931 : Le Ranch de la terreur (The Range Feud) de D. Ross Lederman : Vandall
- 1932 : Je suis un évadé (I Am a Fugitive from a Chain Gang) de Mervyn LeRoy : un gardien de prison
- 1932 : Le Fantôme (Haunted Gold) de Mack V. Wright : Joe Ryan
- 1932 : Deux Secondes (Two Seconds) de Mervyn LeRoy
- 1933 : Un cœur, deux poings (The Prizefighter and the Lady) de W. S. Van Dyke : George Lyons
- 1933 : Houp là (Hoop-La) de Frank Lloyd
- 1934 : Wonder Bar de Lloyd Bacon et Busby Berkeley : le premier détective
- 1934 : Ce n'est pas un péché (Belle of the Nineties) de Leo McCarey : Slade
- 1934 : Cœur de tzigane (Caravan) d'Erik Charell : Romeo
- 1934 : Remo, démon de la jungle (Devil Tiger) de Clyde E. Elliott (en) : Ramseye Doyle
- 1934 : The President Vanishes de William A. Wellman
- 1934 : L'Impératrice rouge (The Scarlet Empress) de Josef von Sternberg : le premier docteur
- 1934 : Le Cabochard (The St. Louis Kid) de Ray Enright
- 1935 : L'Appel de la forêt (The Call of the Wild) de William A. Wellman : « Soapy » Smith
- 1935 : Rustlers of Red Dog de Lew Landers (serial) : « Rocky »
- 1935 : L'Enfer (Dante's Inferno) d'Harry Lachman : l'officier en second Reynolds
- 1935 : When a Man's a Man d'Edward F. Cline
- 1935 : L'Ennemi public n° 1 (en) (Let 'em Have It) de Sam Wood : « Big Bill »
- 1936 : Silly Billies de Fred Guiol : Hank Bewley
- 1936 : Robin des Bois d'El Dorado (The Robin Hood of El Dorado) de William A. Wellman : Pete
- 1936 : The Phantom Rider de Ray Taylor (serial) : Harvey Delaney
- 1936 : Une aventure de Buffalo Bill (The Plainsman) de Cecil B. DeMille : le sergent d'intendance
- 1936 : Conflit (Conflict) de David Howard : « Ruffhouse » Kelly
- 1936 : The Lawless Nineties de Joseph Kane : Charles K. Plummer
- 1937 : Range Defenders (en) de Mack V. Wright : John Harvey
- 1937 : Le Dernier Train de Madrid (The Last Train from Madrid) de James P. Hogan : un agent du gouvernement
- 1937 : Échec au crime (I Promise to Pay) de D. Ross Lederman : Fats
- 1937 : Le Secret des chandeliers (The Emperor's Candlesticks) de George Fitzmaurice : Capitaine Demisoff
- 1937 : La Grande Ville (Big City) de Frank Borzage : le détective Miller
- 1937 : Une nation en marche (Wells Fargo) de Frank Lloyd : un chronométreur
- 1938 : Les Flibustiers (The Buccaneer) de Cecil B. DeMille : un sergent américain
- 1938 : Quelle joie de vivre (Joy of Living) de Tay Garnett : un policier
- 1938 : Les Hommes volants (Men with Wings) de William A. Wellman : Baker
- 1938 : La Ruée sauvage (The Texans) de James P. Hogan : un officier de cavalerie
- 1938 : Têtes de pioche (Block-Heads) de John G. Blystone : un voisin récalcitrant
- 1939 : Days of Jesse James (en) de Joseph Kane : Capitaine Worthington
- 1939 : Pacific Express (Union Pacific) de Cecil B. DeMille : Al Brett
- 1939 : Monsieur Moto en péril (Mr. Moto in Danger Island) de Herbert I. Leeds : Grant
- 1939 : L'Homme au masque de fer (The Man in the Iron Mask) de James Whale : le premier officier
- 1939 : Beau Geste de William A. Wellman : Renoir
- 1940 : Winners of the West (en) de Ford Beebe et Ray Taylor (serial) : King Carter
- 1940 : L'Escadron noir (Dark Command) de Raoul Walsh : l'homme se bagarrant avec Seton
- 1940 : L'Île de la destinée (en) (Isle of Destiny) d'Elmer Clifton : Capitaine Lawson
- 1940 : Les Hommes de la mer (The Long Voyage Home) de John Ford : le premier officier en second de l’Amindra
- 1940 : The Ranger and the Lady (en) de Joseph Kane : Kincaid
- 1941 : Le Dernier des Duane (Last of the Duanes) de James Tinling : le shérif Red Morgan
- 1941 : Sheriff of Tombstone (en) de Joseph Kane : « Shotgun » Cassidy
- 1942 : Les Naufrageurs des mers du Sud (Reap the Wild Wind) de Cecil B. DeMille : Mace
- 1942 : Les Écumeurs (The Spoilers) de Ray Enright : un mineur mécontent
- 1942 : Pendu à l'aube (en) (Today I Hang) d'Oliver Drake : Henry Courtney
- 1942 : La Fille de la forêt (The Forest Rangers) de George Marshall : un bûcheron
- 1943 : La Ruée sanglante (In Old Oklahoma) d'Albert S. Rogell : Al Dalton
- 1943 : Sherlock Holmes et l'Arme secrète (Sherlock Holmes and the Secret Weapon) de Roy William Neill : Kurt
- 1944 : L'Amazone aux yeux verts (Tall in the Saddle) d'Edwin L. Marin : George Clews
- 1944 : L'Imposteur (The Impostor) de Julien Duvivier : un garde
- 1944 : Les Aventures de Mark Twain (The Adventures of Mark Twain) d'Irving Rapper : un visiteur de Bixby
- 1946 : Détectives du Far West (Sunset Pass) de William Berke : Cinnabar
- 1946 : La Poursuite infernale (My Darling Clementine) de John Ford : Luke
- 1947 : Du sang sur la piste (Trail Street) de Ray Enright : Lance Larkin
- 1947 : Taïkoun (Tycoon) de Richard Wallace : Holden
- 1947 : La Loi de l'Arizona (en) (Code of the West) de William Berke : le marshal Nate Hatfield
- 1947 : En route vers Rio (Road to Rio) de Norman Z. McLeod : le commissaire de bord
- 1947 : La Vie secrète de Walter Mitty (The Secret Life of Walter Mitty) de Norman Z. McLeod : le faux M. Follinsbee
- 1948 : La Rivière d'argent (Silver River) de Raoul Walsh : un joueur de poker sur le bateau
- 1948 : Les Aventures de don Juan (Adventures of Don Juan) de Vincent Sherman : un garde
- 1949 : La Fille du désert (Colorado Territory) de Raoul Walsh : Pluthner
- 1949 : Les Chevaliers du Texas (South of St. Louis) de Ray Enright : le sergent recruteur
- 1949 : Samson et Dalila (Samson and Delilah) de Cecil B. DeMille : Gammad
- 1949 : Le Rebelle (The Fountainhead) de King Vidor : un surveillant de la carrière
- 1949 : La Charge héroïque (She Wore a Yellow Ribbon) de John Ford : Karl Rynders
- 1950 : Du sang sur le tapis vert (Backfire) de Vincent Sherman : Dick Manning
- 1950 : Maman est à la page (Let's Dance) de Norman Z. McLeod : un lieutenant de police
- 1951 : Plus fort que la loi (Best of the Badmen) de William D. Russell : le propriétaire du comptoir commercial de Cherokee Springs
- 1952 : L'Étoile du destin (Lone Star) de Vincent Sherman : George Dellman
- 1952 : L'Ange des maudits (Rancho Notorious) de Fritz Lang : le marshal McDonald
- 1954 : Le Carrefour de l'enfer (en) (Hell's Outpost) de Joseph Kane : le shérif-adjoint Lud
- 1955 : Quand le clairon sonnera (The Last Command) de Frank Lloyd : le texan furieux à la cantine
- 1956 : Les Dix Commandements (The Ten Commandments) de Cecil B. DeMille : un officier
- 1958 : La Vallée de la poudre (The Sheepman) de George Marshall : un éleveur de bétail au restaurant

### Télévision

#### Séries télévisées
- 1953 : The Lone Ranger
  - Saison 3, épisode 45 The Midnight Rider : Jim Benson
- 1954-1955 : Histoires du siècle dernier (Stories of the Century)
  - Saison 1, épisode 24 Tom Horn (1954) de William Witney : Jim Stanton
  - Saison 2, épisode 11 Milt Sharp (1955) de Franklin Adreon : le marshal Deane
- 1957 : La Flèche brisée (Broken Arrow)
  - Saison 2, épisode 14 Indian Medicine d'Albert S. Rogell : Ben
- 1957-1960 : Gunsmoke ou Police des plaines (Gunsmoke ou Marshal Dillon)
  - Saison 2, épisode 34 Who Lives by the Sword (1957) d'Andrew V. McLaglen : Snyder
  - Saison 5, épisode 20 The Tragedian (1960) d'Arthur Hiller : Ben
- 1959-1961 : Bat Masterson
  - Saison 2, épisode 5 Lady Luck (1959) de John Rich : Morgan
  - Saison 3, épisode 21 Run for Your Money (1961) : Dr R. W. Fleming